# Mise à niveau en arts appliqués
Jusqu'en 2019, la Mise à niveau en Arts Appliqués (MANAA) était une classe de préparation d'une durée d'un an, permettant aux étudiants n’ayant pas suivi un cursus en art d’intégrer un BTS ou certaines écoles d’art. Il s'agissait d'un passage obligatoire pour les bacheliers issus des autres filières que STD2A qui voulaient s’orienter vers les brevets de technicien supérieur (BTS) en design ou les diplômes des métiers d'art (DMA). 
La MANAA, les BTS en Design et les DMA sont remplacés par le diplôme national des métiers d’art et du design (DNMADE) d'une durée de 3 ans et conférant le grade de licence (180 crédits ECTS),,.  

## Programme
La MANAA s’adressait à toutes les personnes souhaitant évoluer vers des métiers dans le domaine de l’art. S’il n’était pas nécessaire d’être doué en dessin, la motivation, le projet professionnel et un goût prononcé pour les activités artistiques étaient essentiels. Seuls les étudiants titulaires d'un baccalauréat sciences et technologies du design et des arts appliqués (STD2A) étaient exemptés d'une MANAA pour intégrer un BTS en design ou un diplôme des métiers d'art (DMA). 
Les objectifs de la formation étaient d'assurer une formation artistique fondamentale, notamment en posant les bases d'une méthode de projet d'arts appliqués, et en développant les capacités d'expression, de communication et de création à travers l'expérimentation de moyens d'expression graphique, volumique ou chromatique, et l'expérimentation de démarches de création communes aux différents domaines du design. La MANAA devait remplir un rôle de probation et éclairer l'orientation vers des études supérieures.
Les MANAA dispensées par des établissements publics ou privés sous contrat avec l'État devaient suivre le programme officiel du Ministère de l'Éducation nationale. Le volume horaire de cours était de 33 heures, dont 6 heures d'enseignement général et 27 heures d'arts plastiques et d'arts appliqués. Le programme était divisé en trois unités d'enseignement :
1. Enseignement artistique fondamental :
  - Art, Techniques et Civilisations – 3h (histoire de l'art) ;
  - Expression plastique – 10h (croquis, modèle vivant, couleur, volume, photographie, etc.) ;
2. Enseignement d'arts appliqués :
  - Mode conventionnels de représentation – 3h (perspective) ;
  - Composition d'art appliqués et technologie – 8h (design d'espace, design graphique, design de mode, design produits) ;
  - Travaux et études pratiques – 3h (design d'espace, design graphique, design de mode, design produits) ;
3. Enseignement général : 
  - Sciences humaines et techniques d'expression – 2h ;
  - Mathématiques appliqués – 1h ;
  - Sciences appliquées – 1h ;
  - Anglais - 2h ;

La MANAA ne conférait aucun crédit ECTS.
Bon nombre de MANAA était proposé par des lycées ou écoles privés hors contrat avec l'État, c'est-à-dire que le programme qu'elles dispensaient n'était pas contrôlé par l'État et pouvait être différent de celui énoncé plus haut. La qualité des enseignements pouvait être disparate et les frais d'inscription étaient plus importants, ces MANAA non reconnues étaient souvent bien moins sélectives. Les débouchés de ces dernières étaient incertains, et les élèves, ne pouvant postuler ailleurs, continuaient en général leurs études en BTS dans la même école privée.

## Débouchés
À la suite d'une MANAA, les étudiants pouvaient intégrer :
- Un brevet de technicien supérieur (BTS), parmi :
  - BTS Design de produit ;
  - BTS Design de mode ;
  - BTS Design d'espace ;
  - BTS Design graphique ;
  - BTS Design de communication, espace et volume ;
  - BTS Conception en art et industrie céramique ;
- Un diplôme des métiers d'art (DMA) proposant 14 mentions différentes : animation, espace, événement, graphisme, innovation sociale, instrument, livre, matériaux, mode, numérique, objet, ornement, patrimoine, spectacle ;
- Une école d'art recrutant des MANAA ;

## MANAA ou classes préparatoires aux écoles d'art?
Tandis que les MANAA avaient pour objectif l'intégration d'un BTS en design ou un DMA, les classes préparatoires aux écoles d'art permettent de préparer les concours d'entrée en école d'art. 
Ces classes préparatoires d'un an ne doivent pas être confondues avec la classe préparatoire aux grandes écoles (CPGE) Arts & Design ou la CPGE A/L option arts plastiques visant principalement l'entrée en ENS en deux ans, mais pouvant aussi permettre l'entrée dans de grandes écoles écoles d'art.
L'association nationale des classes préparatoires publiques aux écoles supérieures d'art (APPEA) regroupe 21 de ces classes préparatoires. Les 12 classes préparatoires aux études supérieures-classes d’approfondissement en arts plastiques (CPES-CAAP) sont également publiques. Conventionnées avec des départements d'universités, elles permettent de valider une première année de licence (60 crédits ECTS). Enfin, il existe un grand nombre de classes préparatoires privées reconnues par l'État ou non. La qualité de la formation et le taux de réussite aux concours sont disparates. A part les CPES-CAAP, ces classes préparatoires ne délivrent pas de crédits ECTS mais remettent un certificat de fin d’étude,. 

## Exemple d'établissements public et privé proposant des MANAA
- Lycée Ambroise-Vollard (Saint-Pierre, La Réunion)
- Lycée Charles-de-Gaulle, Chaumont
- Lycée Albert-Claveille, Périgueux
- Lycée Paraclet, Quimper
- Lycée des Arènes, Toulouse
- Lycée Rive-Gauche, Toulouse
- Studio M, Toulouse
- Lycée La Martinière Terreaux Diderot
- Lycée Adolphe-Chérioux (Vitry-sur-Seine, Val-de-Marne)
- Lycée Raymond-Loewy, à La Souterraine
- Lycée Jean Monnet Moulins-Yzeure
- Lycée Alain-Colas Nevers
- Lycée Technique Vauban Brest
- Lycée Diderot, Marseille
- Lycée Léonard de Vinci, à Villefontaine
- Lycée Camille-Claudel, à Vauréal, Val-d'Oise
- Lycée Honoré d'Urfé, Saint-Étienne
- Lycée Auguste-Renoir, Paris
- Lycée Technologique Sainte-Geneviève, Paris
- École Estienne, Paris
- École Boulle, Paris
- ENSAAMA - Olivier de Serres, Paris
- Lycée St-James - Public - St-Pierre, Martinique
- Lycée Eugénie-Cotton - Public - Montreuil
- Lycée Jeanne-d'Arc, Rouen
- École Supérieure d'Arts Appliqués- Textile (ESAAT) Roubaix. Public.
- Autograf Paris - privé
- Bellecour Ecole (Lyon) - privé
- École de Condé (Paris, Lyon, Bordeaux, Nancy, Nice) - privé
- ESMA (Montpellier, Lyon, Toulouse et Nantes) - privé
- IPESAA
- Immaconcept-Le Mirail (Bordeaux - privé)
- Lim'Art (Paris, Bordeaux, Aix-en-Provence, Toulouse, Lyon) - privé
- Efficom Paris - privé
- École Presqu'île Lyon - privé
- École d'enseignement privé Com'Art, Paris
- LISAA Paris
- LISAA Nantes
- LISAA Rennes
- LISAA Strasbourg
- ESDAC (Marseille - Montpellier - Aix-en-Provence)
- ITECOM ART DESIGN - École Des Arts Appliqués & du Design

## Exemple d'établissements proposant des Ateliers préparatoires
- ESMA - École Supérieure des Métiers Artistiques (Montpellier, Lyon, Toulouse et Nantes)
- LISAA Paris
- LISAA Rennes
- ESAG Penninghen
- École supérieure des arts modernes (ESAM Design) Paris
- Atelier de Sèvres Paris
- École de Condé Paris
- Atelier préparatoire Françoise Conte (École supérieure d'art Françoise Conte)
- Atelier Hourdé
- ITECOM ART DESIGN - École Des Arts Appliqués & du Design
- MJM Graphic Design - Atelier préparatoire en Arts Appliqués. Paris, Bordeaux, Lille, Nantes, Rennes, Strasbourg.
- EMC - École supérieure des métiers de l'image, du son et du web
- École Pivaut (Nantes et Rennes - Privée)
- CFA'com
- Alsace Image, Sélestat (Alsace)